# Средиземноморские игры 1959
III Средиземноморские игры проводились в Бейруте с 11 по 23 октября 1959 года. Соревнования проходили по 16 видам спорта.

## Основные события
Официальное открытие Игр прошло 11 октября 1959 года в Бейруте. Игры открыл президент Ливана Фуад Шехаб.
Директором и организатором игр выступил Габриэль Жмайель.
В Играх приняли участие 792 спортсменов — все мужчины из 11 стран.
В медальном зачёте первое место заняли спортсмены из Франции, завоевав 69 медалей, из которых 26 золотых, 27 серебряных и 16 бронзовых.

## Виды спорта
Соревнования прошли ещё по 16 видам спорта:

| - Баскетбол - Бокс - Борьба - Велоспорт | - Водное поло - Волейбол - Гимнастика - Конный спорт | - Лёгкая атлетика - Парусный спорт - Плавание - Прыжки в воду | - Стрельба - Тяжёлая атлетика - Фехтование - Футбол |

## Медальный зачёт
Из 11 стран, участвовавших в Играх, медали завоевали спортсмены из 10 государств. Мальта осталась без медалей. Марокко впервые выступило на Средиземноморских играх.
| Место | Страна    | Золото | Серебро | Бронза | Всего |
| ----- | --------- | ------ | ------- | ------ | ----- |
| 1     | Франция   | 26     | 27      | 16     | 69    |
| 2     | ОАР       | 23     | 21      | 30     | 74    |
| 3     | Турция    | 13     | 8       | 1      | 22    |
| 4     | Италия    | 12     | 5       | 4      | 21    |
| 5     | Югославия | 11     | 9       | 8      | 28    |
| 6     | Греция    | 8      | 9       | 13     | 30    |
| 7     | Испания   | 5      | 12      | 12     | 29    |
| 8     | Ливан     | 3      | 10      | 17     | 30    |
| 9     | Тунис     | 3      | 2       | 1      | 6     |
| 10    | Марокко   | 2      | 3       | 2      | 7     |
| Всего | Всего     | 106    | 106     | 104    | 316   |